# دیلتا جامپیکولو
دیلتا جامپیکولو (انگلیسی: Diletta Giampiccolo؛ زادهٔ ۲۷ ژوئیهٔ ۱۹۷۴) کشتی‌گیر اهل ایتالیا است.